# Walisische Badmintonmeisterschaft 1994
Die Walisische Badmintonmeisterschaft 1994 fand in Cardiff statt. Es war die 41. Austragung der nationalen Titelkämpfe im Badminton in Wales.

## Titelträger
| Disziplin    | Sieger                             |
| ------------ | ---------------------------------- |
| Herreneinzel | John Leung                         |
| Dameneinzel  | Kelly Morgan                       |
| Herrendoppel | Andrew Spencer David Tonks         |
| Damendoppel  | Kelly Morgan Rachael Phipps        |
| Mixed        | Andrew Groves-Burke Sarah Williams |